# János Tuboly
János Tuboly (... – 2019) è stato un cestista ungherese.

## Carriera
Con l'Ungheria ha disputato i Campionati europei del 1961.